# Herman Diederik Janzen
Herman Diederik Janzen (Amsterdam, 20 februari 1923 - Almere, 2 juli 1998) was een Nederlandse beeldhouwer, medailleur en tekenaar.

## Leven en werk
Janzen kreeg zijn opleiding in Amsterdam aan de Rijksakademie van beeldende kunsten. Hij was een leerling van Piet Esser. Janzen was van 1938 tot 1969 in Amsterdam werkzaam als beeldhouwer, medailleur en tekenaar. In 1956 ontwierp hij de Rembrandtpenning ter gelegenheid van de 350e geboortedag van deze schilder. Museum Beelden aan Zee heeft vier van zijn werken in de collectie: Jan Meefout (1959), Vrouw met twee centauren (1966), Vos en uil - wijsheid en slimheid (1973) en Pedro Antonio de Alarcon y Ariza (1973). Zijn bronzen beelden zijn onder andere te vinden in Amsterdam, Naaldwijk, Utrecht en Wapenveld. Zijn dochter Marjolein Janzen is eveneens beeldhouwer.

## Enkele werken in de publieke ruimte (selectie)
- Jan van Scorel (Hobbemastraat Utrecht, 1985)
- Tante Truus - G. Wijsmuller-Meijer (In 1965 geplaatst in sanatorium Beatrixoord te Amsterdam, in 1978 herplaatst op het Bachplein aldaar)[2]
- Figuur in handstand (Amsterdam, 1955)[3]
- F.V. Valstar (Naaldwijk, 1968)
- De Papiermaaker (Wapenveld, 1966)[4]

## Fotogalerij

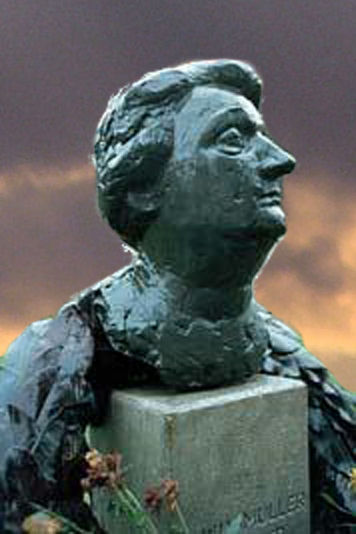
Buste (1965) in Amsterdam van verzetsvrouw Truus Wijsmuller-Meijer
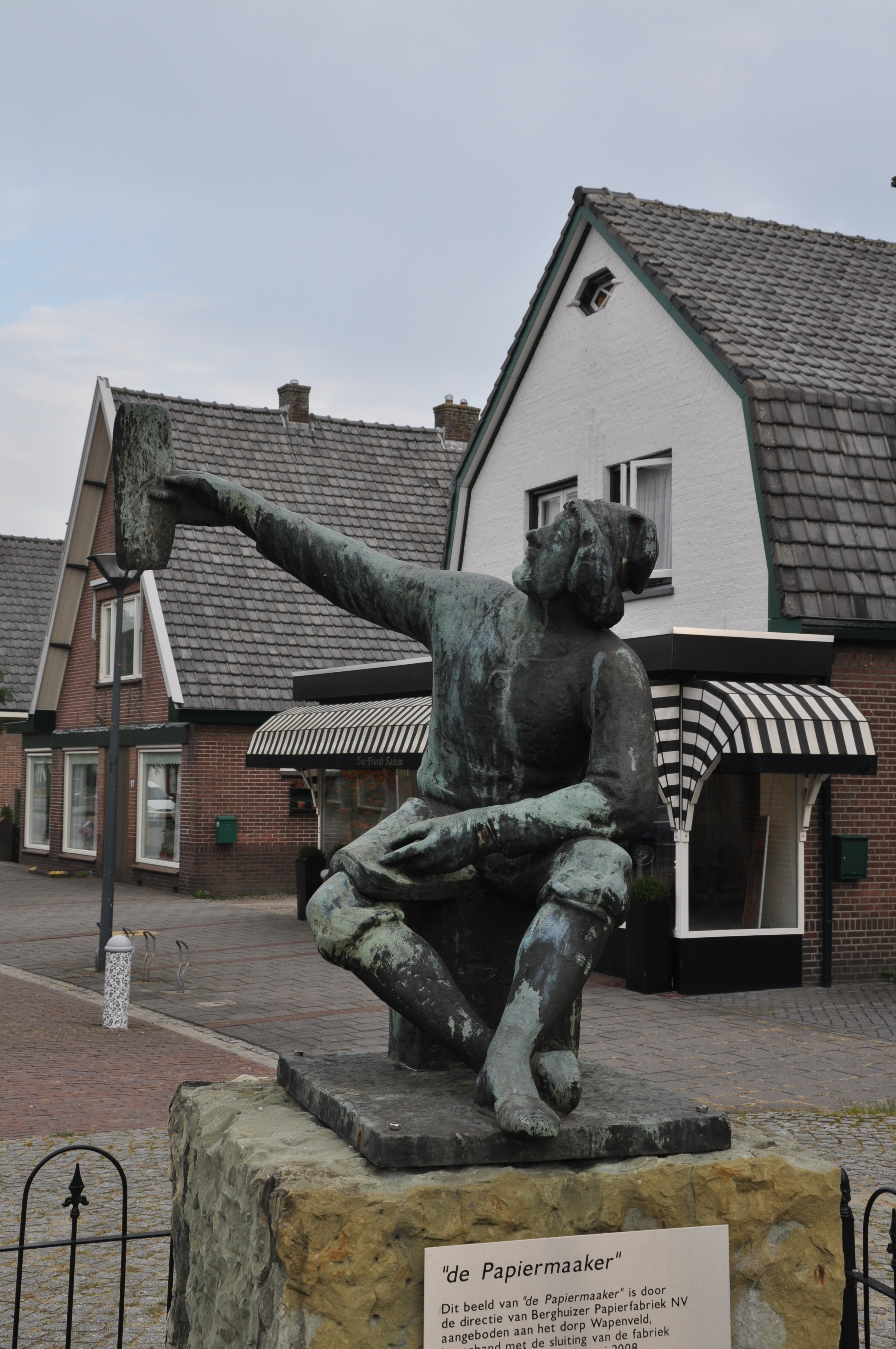
De Papiermaaker te Wapenveld